# Западный Мидленд
Западный Мидленд (Уэст-Мидлендс; англ. West Midlands) — западный регион центральной Англии. Столица и крупнейший город — Бирмингем. Другие крупные города — Ковентри, Шрусбери. Название региона по-английски совпадает с названием одного из входящих в него метропольных графств — Уэст-Мидлендс, однако по-русски принято первое частично переводить, что позволяет избежать некоторой путаницы.

## География
Западный Мидленд занимает территорию 13 004 км² (7-е место) и граничит на западе с Уэльсом, на северо-западе с регионом Северо-Западная Англия, на востоке с регионом Восточный Мидленд, на юго-востоке с регионами Юго-Восточная Англия и Юго-Западная Англия.

## История
В эпоху англосаксонских завоеваний данный регион был территорией королевства Мерсия.
31 января 1916 года, во время Первой мировой войны, несколько населенных пунктов региона были подвергнуты воздушной бомбардировке немецким дирижаблем LZ 61, летевшим бомбить Ливерпуль. Погиб 31 мирный житель, но и экипажу дирижабля не суждено было вернуться на базу — на обратном пути он разбился о воду.

### Городские агломерации
В регионе Западный Мидленд расположены 5 крупных городских агломераций с населением более 100 тысяч человек (по данным 2001 года, в порядке убывания численности населения):
- Уэст-Мидлендс (городская агломерация) 2 284 093
- Поттерис (регион) 362 403
- Ковентри/Бэдуорт 336 452
- Телфорд (городская агломерация) 138 241
- Нунитон (городская агломерация) 132 236

## Демография
На территории Западного Мидленда по данным 2021 года проживает 5 950 757 человек (5-е место среди регионов), при средней плотности населения 458 чел./км².

## Политика
Совет Западного Мидленда (WMC) образован в 2010 году, заменив собой Региональную Ассамблею Западного Мидленда (WMRA). Правление совета включает в себя председателей всех 33 местных советов региона Западного Мидленда.
Агентство по развитию региона Западный Мидленд Advantage West Midlands (AWM) образовано в 1999 году; основная цель агентства — развитие экономики региона.

## Административное деление
Регион Западный Мидленд включает в себя восемь политически независимых друг от друга административных единиц — метропольное графство Уэст-Мидлендс, три неметропольных графства (Вустершир, Стаффордшир и Уорикшир) и четыре унитарные единицы (Сток-он-Трент, Телфорд-энд-Рикин, Херефордшир и Шропшир). Метропольные графства, неметропольные графства и унитарные единицы объединены в шесть церемониальных графств (Вустершир, Стаффордшир, Уорикшир, Уэст-Мидлендс, Херефордшир и Шропшир), для обеспечения ими церемониальных функций. Метропольные и неметропольные графства делятся в общей сложности на 26 метропольных и неметропольных районов. Унитарные единицы разделения на районы не имеют.
| Вустершир (церемониальное графство, неметропольное графство) - - Вустер - Молверн-Хиллз - Уайр-Форест - Бромсгроув - Реддитч - Вичэйвон Стаффордшир (церемониальное графство) - Стаффордшир (неметропольное графство) - Тэмуорт / Tamworth - Личфилд / Lichfield - Кэннок-Чейз / Cannock Chase - Южный Стаффордшир / South Staffordshire - Стаффорд / Stafford - Ньюкасл-апон-Лайм / Newcastle-under-Lyme - Staffordshire Moorlands - Восточный Стаффордшир / East Staffordshire - Сток-он-Трент / Stoke-on-Trent (унитарная единица) | Уорикшир (церемониальное графство, неметропольное графство) - - Северный Уорикшир / North Warwickshire - Нунеатон и Бедворт / Nuneaton and Bedworth - Рэгби / Rugby - Стратфорд-он-Эйвон / Stratford-on-Avon - Уорик / Warwick Уэст-Мидлендс (церемониальное графство, метропольное графство) - - Вулвергемптон - Дадли - Уолсолл - Сэндуэлл - Бирмингем - Солихалл - Ковентри Херефордшир (церемониальное графство, унитарная единица) Шропшир (церемониальное графство) - Телфорд-энд-Рикин (унитарная единица) - Шропшир (унитарная единица) |

### Статус Сити
В регионе Западный Мидленд расположены семь из 50 административных единиц Англии, имеющих статус «сити»:
- Бирмингем является центром Епархии Бирмингем (диоцез, Anglican Diocese of Birmingham) с 1905 года[7], имеет местное самоуправление и возглавляется мэром с 1838 года. Должность мэра была переименована в Лорд-Мэра Бирмингема в 1889 году[8]. В 2010 году Лорд-Мэром Бирмингема стал Лен Грегори, родившийся в 1943 году в местности Уиали Касл, на юго-западе Бирмингема[9].
- Ковентри является центром Епархии Ковентри (диоцез, Diocese of Coventry) с 1121 года (за исключением периода с 1661 по 1918 годы)[10], имеет местное самоуправление и возглавляется мэром с 1345 года, когда была выпущена специальная королевская грамота. В 1953 году королева Елизавета II даровала городу право возглавляться Лорд-Мэром Карлайла[11]. 20 мая 2010 года Лорд-Мэром Ковентри стал Брайан Келси[12].
- Херефорд является центром Епархии Херефорд (диоцез, Diocese of Hereford) с 676 года[13], имеет местное самоуправление и возглавляется мэром c 1382 года, когда королём Англии Ричардом II была выпущена специальная грамота[14]. В 2010 году 629-м Мэром Херефорда стала Анна Тун, родившаяся в Ланкашире в итало-украинской семье[15].
- Личфилд является центром Епархии Личфилд (диоцез, Diocese of Lichfield) с 669 года, когда пятый епископ Мерсии святой Чед переместил епархию из Рептона[16]. Личфилд Сити имеет местное самоуправление и возглавляется Мэром Личфилда Кристофером Спрусом[17].
- Сток-он-Трент имеет статус «сити» с тех пор как в 1922 году король Англии Георг V выпустил специальную грамоту, а 10 июля 1928 года Сток-он-Трент стал возглавляться Лорд-Мэром[18]. В 2010 году сроком на 12 месяцев Лорд-Мэром Сток-он-Трента стал 67-летний Дэнвер Толли[19].
- Вулвергемптон имеет местное самоуправление и возглавляется мэром с 1848 года[20]. В 2010 году Мэром Вульвергемптона стал Малькольм Гвинет, родившийся в городе Нетертон, графство Уэст-Мидлендс[21].
- Вустер является центром Епархии Вустер (диоцез, Anglican Diocese of Worcester), образованной в 679 году Феодором Кентерберийским[22], имеет местное самоуправление и возглавляется мэром. В мае 2010 года Мэром Вустера сроком на один год стал Майк Лэйленд.

## Экономика
В регионе Западный Мидленд находятся штаб-квартиры и производственные мощности компаний, выпускающих автомобили под марками Астон Мартин, Ягуар Карс, Лэнд Ровер, ЭмДжи Карс, Морган, Маркос, Уэстфилд, ДжиТиЭм.

### Астон Мартин
В Гэйдоне, близ курортного города Леминтон Спа, графство Уорикшир находится штаб-квартира, фабрика и дизайнерская студия компании Астон Мартин Лагонда, специализирующейся на производстве спортивных автомобилей класса «люкс». Компания была основана в 1913 году в Лондоне и в 2003 году переместилась в Западный Мидленд, где была построена фабрика, на которой в 2004 году начали выпускать модель Aston Martin DB9.

### Ягуар Карс
На территории региона Западный Мидленд находится основной офис, четыре из пяти заводов и музей компании Ягуар Карс лимитед, специализирующейся на производстве автомобилей класса «люкс»:
- основной офис в Ковентри[25]
- Jaguar Land Rover Engineering Centre — Ковентри, 2000 сотрудников
- Jaguar Veneer Manufacturing Cener — Ковентри, 450 сотрудников
- Castle Bromwich — Бирмингем, 2200 сотрудников
- Gaydon — Уорикшир, 3000 сотрудников
- Jaguar Heritage Museum — Ковентри, 160 экспонатов фирмы Ягуар и Даймлер[26]

### Лэнд Ровер
В городе Солихалл (графство Уэст-Мидлендс) и в Гэйдоне (графство Уорикшир) находятся фабрика и штаб-квартира компании Лэнд Ровер, специализирующейся на производстве полноприводных автомобилей. В компании Лэнд Ровер работают 11 000 человек.

### ЭмДжи Мотор
В Лонгбридже, пригороде Бирмингема расположена штаб-квартира и завод компании MG Motor UK, входящей в корпорацию SAIC Motor и занимающейся производством и продажей автомобилей марки MG

## Спорт
Четыре из двадцати профессиональных футбольных клубов, выступающих в сезоне 2011/2012 в Английской футбольной Премьер-лиге базируются в регионе Западный Мидленд:
- Астон Вилла
- Вест Бромвич Альбион
- Вулверхэмптон Уондерерс
- Сток Сити

Два из двадцати четырёх клубов, выступающих в Чемпионате Футбольной лиги :
- Бирмингем Сити
- Ковентри Сити

Один из двадцати четырёх клубов, выступающих в Первой Футбольной лиге:
- Уолсолл

Четыре из двадцати четырёх клубов, выступающих во Второй Футбольной лиге Англии:
- Бертон Альбион
- Порт Вейл
- Херефорд Юнайтед
- Шрусбери Таун

Три из двадцати четырёх профессиональных или полупрофессиональных клубов в Национальной Конференции:
- АФК Телфорд Юнайтед
- Киддерминстер Харриерс
- Тамуэрт

Три из двадцати двух клубов, выступающих в Северной Конференции:
- Вустер Сити
- Нанитон
- Солихалл Мурс

## Достопримечательности
В регионе Западный Мидленд расположена одна из 28 групп объектов, включенных в Список объектов Всемирного наследия ЮНЕСКО в Великобритании:
- Ущелье Айрон-Бридж